# Lastreopsis nigritiana
Lastreopsis nigritiana là một loài thực vật có mạch trong họ Dryopteridaceae. Loài này được (Baker) Tindale miêu tả khoa học đầu tiên năm 1963.